# Ochyrocera thibaudi
Ochyrocera thibaudi is een spinnensoort uit de familie Ochyroceratidae. De soort komt voor in Kleine Antillen.